# هو (غانا)

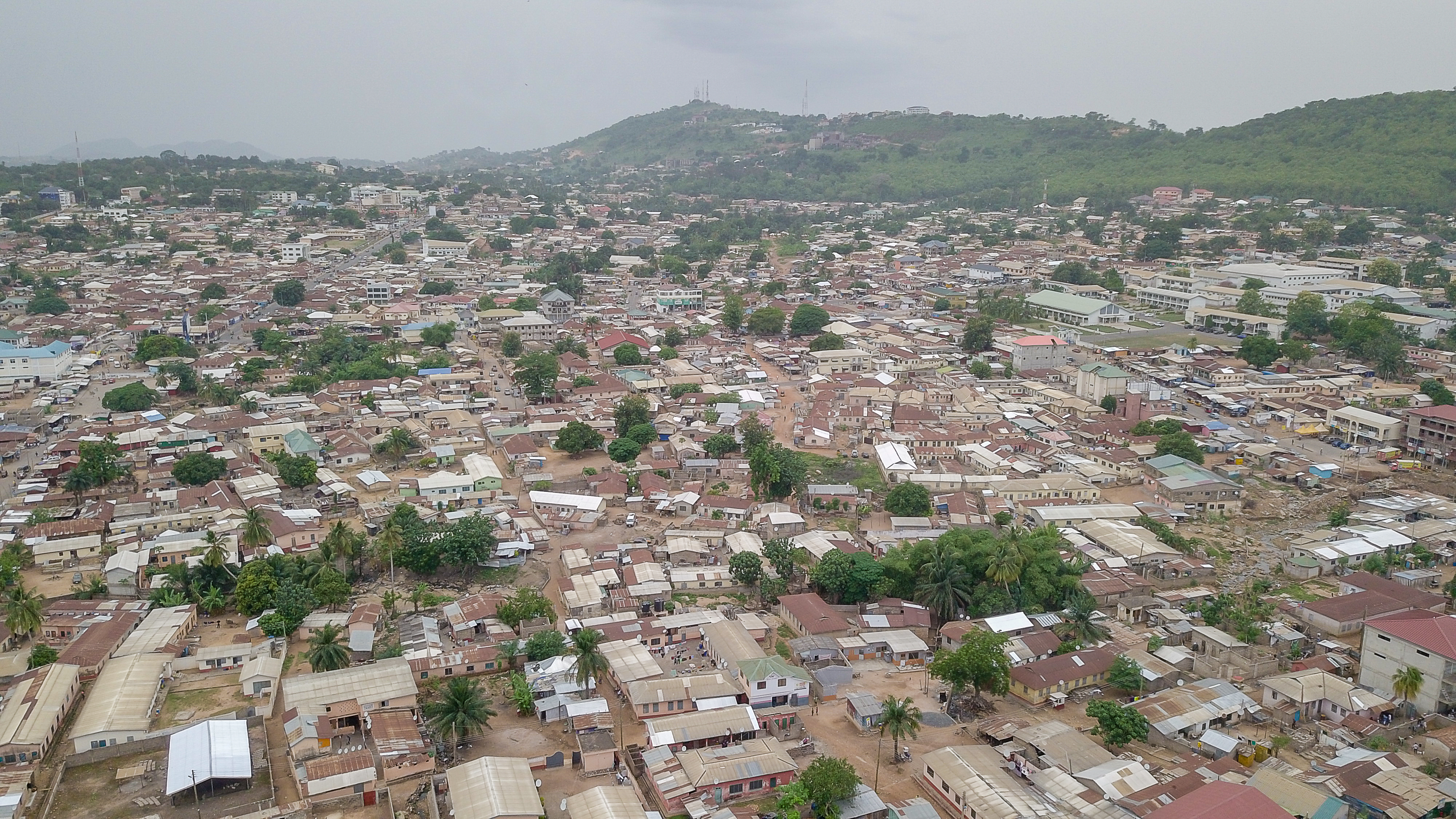
هو (غانا)

هو هي مدينة، في غانا، تتبع Ho Municipal Assembly ‏، هي عاصمة إقليم فولتا، وتوغو البريطانية، بلغ عدد سكانها 83,715 نسمة، تبلغ مساحتها 16 كيلومتر مربع.

## المناخ
يظهر الجدول التالي التغييرات المناخية على مدار السنة لهو:
| البيانات المناخية لـهو             | البيانات المناخية لـهو | البيانات المناخية لـهو | البيانات المناخية لـهو | البيانات المناخية لـهو | البيانات المناخية لـهو | البيانات المناخية لـهو | البيانات المناخية لـهو | البيانات المناخية لـهو | البيانات المناخية لـهو | البيانات المناخية لـهو | البيانات المناخية لـهو | البيانات المناخية لـهو | البيانات المناخية لـهو |
| الشهر                              | يناير                  | فبراير                 | مارس                   | أبريل                  | مايو                   | يونيو                  | يوليو                  | أغسطس                  | سبتمبر                 | أكتوبر                 | نوفمبر                 | ديسمبر                 | المعدل السنوي          |
| ---------------------------------- | ---------------------- | ---------------------- | ---------------------- | ---------------------- | ---------------------- | ---------------------- | ---------------------- | ---------------------- | ---------------------- | ---------------------- | ---------------------- | ---------------------- | ---------------------- |
| الدرجة القصوى °م (°ف)              | 38.3 (100.9)           | 40.7 (105.3)           | 40.0 (104.0)           | 38.9 (102.0)           | 37.8 (100.0)           | 36.1 (97.0)            | 33.3 (91.9)            | 35.0 (95.0)            | 35.0 (95.0)            | 35.0 (95.0)            | 36.5 (97.7)            | 36.7 (98.1)            | 40.7 (105.3)           |
| متوسط درجة الحرارة الكبرى °م (°ف)  | 32.9 (91.2)            | 34.3 (93.7)            | 33.3 (91.9)            | 32.4 (90.3)            | 31.6 (88.9)            | 29.6 (85.3)            | 28.1 (82.6)            | 28.5 (83.3)            | 29.9 (85.8)            | 30.9 (87.6)            | 32.2 (90.0)            | 31.9 (89.4)            | 31.3 (88.3)            |
| المتوسط اليومي °م (°ف)             | 27.4 (81.3)            | 28.4 (83.1)            | 28.1 (82.6)            | 27.6 (81.7)            | 27.0 (80.6)            | 25.7 (78.3)            | 24.6 (76.3)            | 24.6 (76.3)            | 25.5 (77.9)            | 26.2 (79.2)            | 27.1 (80.8)            | 26.9 (80.4)            | 26.6 (79.9)            |
| متوسط درجة الحرارة الصغرى °م (°ف)  | 21.9 (71.4)            | 22.4 (72.3)            | 22.9 (73.2)            | 22.8 (73.0)            | 22.5 (72.5)            | 21.8 (71.2)            | 21.0 (69.8)            | 20.6 (69.1)            | 21.1 (70.0)            | 21.5 (70.7)            | 22.0 (71.6)            | 21.8 (71.2)            | 21.9 (71.4)            |
| أدنى درجة حرارة °م (°ف)            | 16.5 (61.7)            | 19.0 (66.2)            | 20.0 (68.0)            | 20.0 (68.0)            | 19.5 (67.1)            | 18.5 (65.3)            | 16.0 (60.8)            | 16.0 (60.8)            | 18.0 (64.4)            | 19.0 (66.2)            | 19.5 (67.1)            | 16.5 (61.7)            | 16.0 (60.8)            |
| الهطول مم (إنش)                    | 40 (1.6)               | 68 (2.7)               | 143 (5.6)              | 144 (5.7)              | 174 (6.9)              | 174 (6.9)              | 112 (4.4)              | 93 (3.7)               | 149 (5.9)              | 172 (6.8)              | 81 (3.2)               | 52 (2.0)               | 1٬402 (55.2)           |
| متوسط أيام هطول الأمطار (≥ 0.3 mm) | 3                      | 6                      | 12                     | 13                     | 16                     | 18                     | 14                     | 10                     | 14                     | 18                     | 10                     | 5                      | 139                    |
| متوسط الرطوبة النسبية (%)          | 62                     | 61                     | 68                     | 71                     | 74                     | 78                     | 78                     | 77                     | 78                     | 76                     | 71                     | 51                     | 72                     |
| ساعات سطوع الشمس الشهرية           | 226.3                  | 217.5                  | 226.3                  | 204.0                  | 229.4                  | 147.0                  | 117.8                  | 145.7                  | 138.0                  | 223.2                  | 249.0                  | 260.4                  | 2٬384٫6                |
| ساعات سطوع الشمس اليومية           | 7.3                    | 7.7                    | 7.3                    | 6.8                    | 7.4                    | 4.9                    | 3.8                    | 4.7                    | 4.6                    | 7.2                    | 8.3                    | 8.4                    | 6.2                    |
| المصدر: الأرصاد الجوية الألمانية   |                        |                        |                        |                        |                        |                        |                        |                        |                        |                        |                        |                        |                        |

## أعلام
- ويلسون أكاكبو
- كوامي كاريكاري
- برينس أمارتي